# José Balibrea Vera
José Balibrea Vera (m. 1970) va ser un militar espanyol que va participar en la Guerra Civil Espanyola.

## Biografia
Al començament de la guerra civil es trobava destinat en la Base naval de Cartagena amb el rang de comandant, i es va mantenir fidel a la República. Durant els primers dies de la contesa va dirigir les forces de Cartagena que van reconquerir Albacete el 25 de juliol. Unes setmanes després, a l'agost, va estar al capdavant d'una de les columnes al comandament del general Miaja que van intentar reconquerir Còrdova, sense èxit. L'agost de 1937 va passar a manar el XIII Cos d'Exèrcit en el Front de Terol, ostentant per a llavors el rang de coronel. Durant l'ofensiva franquista de Llevant va formar part de l'Estat major de l'Exèrcit de Llevant.
Va romandre a Espanya després del final de la contesa, on va morir en 1970.